# Caladenia graminifolia
Caladenia graminifolia är en orkidéart som beskrevs av Alexander Segger George. Caladenia graminifolia ingår i släktet Caladenia och familjen orkidéer. Inga underarter finns listade i Catalogue of Life.